# Delettes
Delettes település Franciaországban, Pas-de-Calais megyében. Lakosainak száma 1146 fő (2022. január 1.). Delettes Thérouanne, Bomy, Cléty, Coyecques, Dohem, Erny-Saint-Julien, Bellinghem és Enquin-lez-Guinegatte községekkel határos.

## Népesség
A település népességének változása:
| Lakosok száma | 1158 | 1170 | 1190 | 1178 | 1179 | 1183 | 1192 | 1168 | 1146 |
|               | 2013 | 2015 | 2016 | 2017 | 2018 | 2019 | 2020 | 2021 | 2022 |